# Sexy shop (film)
Sexy shop è un film del 2014 diretto da Maria Erica Pacileo e Fernando Maraghini, e tratto dall'omonimo romanzo di Vincenzo Marega.

## Trama
Luca, cinquantenne commesso in un sexy shop, è alle prese con le proprie insoddisfazioni come musicista; descrivendo le sue avventure e quelle dei suoi due ex compagni di scuola, nell'arco di una giornata. Il sexy shop è l'emblema delle molte personalità dei protagonisti, dei loro desideri nascosti e inconfessabili, non solo necessariamente a carattere sessuale.

## Produzione
Nel film appaiono come attori e clienti parecchi protagonisti della scena musicale Italiana degli anni ottanta tra i quali Ivan Cattaneo, Christina Moser e Maurizio Arcieri (Krisma), Johnson Righeira, Garbo, Gazebo, Mo-Do, Nevruz, Alberto Styloo, Oliver Skardy, oltre all'attrice e soubrette Elisabetta Viviani e allo scrittore Veit Heinichen.
L'autore del romanzo, Vincenzo Marega, oltre a partecipare come attore ha anche prodotto il film vincendo il premio Enzo Biagi per la “Categoria esordienti alla qualità di produzione cinema fiction” al sedicesimo Festival della televisione italiana.

## Distribuzione
Il film è uscito nelle sale italiane l'8 maggio 2014.